# Georg von Charasoff
Georg von Charasoff (Tbilisi, 24 giugno 1877 – Zaporižžja, 4 marzo 1931) è stato un matematico ed economista russo.
Charasoff fu un precursore di John von Neumann, Vasilij Leontev e Piero Sraffa nella teoria dei modelli lineari in economia. Charasoff ha anticipato concetti oggi familiari agli economisti quali ad esempio la dualità, i processi markoviani. Egli sviluppò infatti le sue idee quando l'uso dell'algebra lineare era completamente sconosciuta agli economisti: riuscì a fornire una descrizione ed interpretazione in termini matematici moderni dell'economia classica marxista. Il sistema economico lineare di Charasoff è più di una teoria dei prezzi, egli fu il primo a riconoscere che il prezzo di produzione è un autovettore della matrice dei coefficienti degli input e che  il saggio di profitto altro non è che il suo autovalore. Non solo, Charasoff ha anticipato di venti anni quanto concluso da von Neumann nel lavoro “A model of general economic equilibrium”, documento quest'ultimo divulgato nel 1932 in occasione di un seminario di matematica all'Università di Princeton. Charasoff, al pari di von Neumann, dedusse formalmente l'eguaglianza del tasso generale di profitto al tasso generale di crescita dell'intera economia.
Figlio di genitori russi armeni, dal 1886 al 1890 frequentò il ginnasio classico in Tbilisi, nel 1891 a seguito della morte del padre frequentò il ginnasio classico Richelieu ad Odessa, nel 1893 fece ritorno a Tbilisi dove un anno più tardi si diplomò come studente privatista. Dal 1894 studiò medicina a Mosca sino a quando fu espulso dalla Russia per aver preso parte ai disordini studenteschi del 1896. Trasferitosi in Germania, si iscrisse nel 1897 alla Facoltà di Matematica e Scienze naturali di Heidelberg assecondando così la sua inclinazione interiore verso la matematica. Il 27 febbraio 1902 dopo quattro anni di studi, conseguì il dottorato in matematica ed in fisica e meccanica quali campi supplementari. Dal 1903 visse in Svizzera e nel 1916 fece ritorno in Russia. Georg von Charasoff morì in un incidente nella notte del 4-5 marzo del 1931 nelle vicinanze di Zaporižžja.
Nel 1909 Charasoff ha pubblicato il suo primo libro Karl Marx über die menschliche und kapitalistische Wirtschaft, un testo interamente dedicato ad una sistematica analisi delle teorie economiche marxiste e neoclassiche. Il secondo libro Das system des Marxismus apparve nel 1910, mentre nello stesso anno fu annunciato il terzo libro Die Probleme der Produktion und der Verteilung quale critica alle teorie di Léon Walras, Carl Menger a Eugen von Böhm-Bawerk.